# Леопольдіна Марія Ангальт-Дессауська
Леопольдіна Марія Ангальт-Дессауська (нім. Leopoldine Marie von Anhalt-Dessau, 12 грудня 1716 — 27 січня 1782) — принцеса Ангальт-Дессау з дому Асканіїв, донька князя Ангальт-Дессау Леопольда I та імперської княгині Анни Луїзи Фозе, дружина маркграфа Бранденбург-Шведтського Фрідріха Генріха.

## Біографія
Леопольдіна Марія народилась 12 грудня 1716 року в Дессау. Була дев'ятою дитиною та четвертою донькою в родині князя Ангальт-Дессау Леопольда I та його дружини Анни Луїзи Фозе. Мала старших братів Вільгельма Густава, Леопольда, Дітріха, Фрідріха Генріха та Моріца й сестер Луїзу та Анну Вільгельміну. Ще одна сестра померла немовлям до її народження. За чотири роки родина поповнилася молодшою донькою Генрієттою Амалією.
Шлюб батьків від початку був морганатичним, оскільки Анна Луїза була донькою аптекаря. Однак після сплати 92 тисяч талерів до казни імператора Священної Римської імперії, їй було даровано титул імперської княгині, і вона стала навіть вищою за чоловіка за становищем.
У 22 роки Марія Леопольдіна стала дружиною 29-річного маркграфа Бранденбург-Шведтського Фрідріха Генріха. Володіння нареченого не були суверенним володінням і входили до Бранденбурзького маркграфства. Весілля відбулося 13 лютого 1739 в Дессау. Резиденцією пари став Шведтський замок. У подружжя народилося двоє доньок. Невдовзі після народження молодшої доньки подружжя сильно посварилося, й Фрідріх Генріх відправив дружину до Кольберга, де вона й провела решту життя.
Померла Леопольдіна Марія 27 січня 1782 року. Похована у катедральному соборі Кольберга.

## Родина
Чоловік — Фрідріх Генріх, маркграф Бранденбург-Шведтський
Діти:
- Фредеріка Шарлотта (1745—1808) — остання абатиса Герфордського монастиря;
- Луїза (1750—1811) — дружина князя Ангальт-Дессау Леопольда III Фрідріха Франца, мала єдиного сина.